# La notte che non c'incontrammo
La notte che non c'incontrammo (The Night We Never Met) è un film del 1993 diretto da Warren Leight, con Annabella Sciorra e Matthew Broderick.

## Trama
Lo scapestrato Brian McVeigh sta per sposarsi; decide però di mantenere un appartamento di sua proprietà, nel quale trascorrere liberamente i suoi fine settimana, sfogando così la sua voglia di scolare birra e fare bagordi del tutto indisturbato.
Per sostenere le spese, affitta l'appartamento a due altre persone che lo occupano a giorni alterni. I due nuovi inquilini sono Sam, un aspirante cuoco che usa il locale per i suoi esperimenti culinari, e che è stato appena scaricato dalla sua ragazza Pastel, ed Ellen una giovane sposa che insoddisfatta del suo matrimonio sfoga le sue emozioni nella pittura.
Ben presto i due si innamorano a distanza, ma nasce una lunga serie di equivoci quando Ellen crede che Brian sia la persona che le lascia gustosi spuntini e graziosi appunti di complimenti sulla sua pittura...